# Thomas Elmham
Thomas Elmham (1364 - em ou depois de 1427) foi um cronista inglês, provavelmente nascido em North Elmham, em Norfolk. Ele pode ter sido o mesmo Thomas Elmham que foi um acadêmico no King's Hall, Cambridge entre 1339 e 1394. Ele se tornou um monge beneditino em Cantuária e, ao se juntar aos cluníacos, foi prior do Lenton Priory, perto de Nottingham. Ele também foi capelão do rei Henrique V da Inglaterra, a quem ele acompanhou à França em 1415, estando presente na Batalha de Agincourt.

## Vida e obras
Elmham escreveu uma história da Abadia de Santo Agostinho em Cantuária, que foi editada por C. Hardwick para a Rolls Series (1858), e um Liber metricus de Henrico V, editada por C. A. Cole em seu Memorials of Henry V (1858). Além desta vida em verso de Henrique V, Elmham afirma ter escrito uma biografia em prosa do rei. O editor do século XVIII da Vita et Gesta Henrici V, Thomas Hearne, alegou que esta biografia teria sido escrita por Elmham também, mas, na realidade, ela foi escrita em meados da década de 1430, muitos anos após a morte de Elmham. A atribuição foi rejeitada no início do século XX e a Vita et Gesta desde então tem sido atribuída a um "Pseudo-Elmham" (esta biografia também foi a principal fonte da Vita Henrici Quinti de Tito Livio Frulovisi). Também no início do século XX, foi sugerido que esta biografia em prosa de Elmham poderia ser identificada como sendo a Gesta Henrici Quinti, que é a melhor fonte para a vida de Henrique V de sua ascensão ao trono até 1416. Esta obra, às vezes chamada de "biografia do capelão", e que outros acreditam ter sido escrita por Jean de Bordin, foi editada pela primeira vez para a English Historical Society por B. Williams (1850). Porém, os editores modernos da Gesta rejeitaram de forma convincente a atribuição da obra à Elmham. Ou seja, atualmente acredita-se que a biografia em prosa de Thomas Elmham não tenha sobrevivido.